# Stibasoma chionostigma
Stibasoma chionostigma är en tvåvingeart som först beskrevs av Osten Sacken 1886.  Stibasoma chionostigma ingår i släktet Stibasoma och familjen bromsar. Inga underarter finns listade i Catalogue of Life.